# Керет, Этгар
Этгар Керет (ивр. אֶתְגָּר קֶרֶת‎; род. 20 августа 1967 года в Рамат-Гане) — израильский писатель, сценарист, режиссёр-постановщик, преподаватель. Пишет на иврите.

## Биография
Родился и вырос в Рамат-Гане (Израиль) в семье выживших в Холокосте польских евреев Эфраима и Орны Керет. Живёт в Тель-Авиве. Женат на актрисе Шире Гефен, отец одного ребёнка. Преподает в Тель-Авивском университете и университете Бен-Гуриона.

## Литература

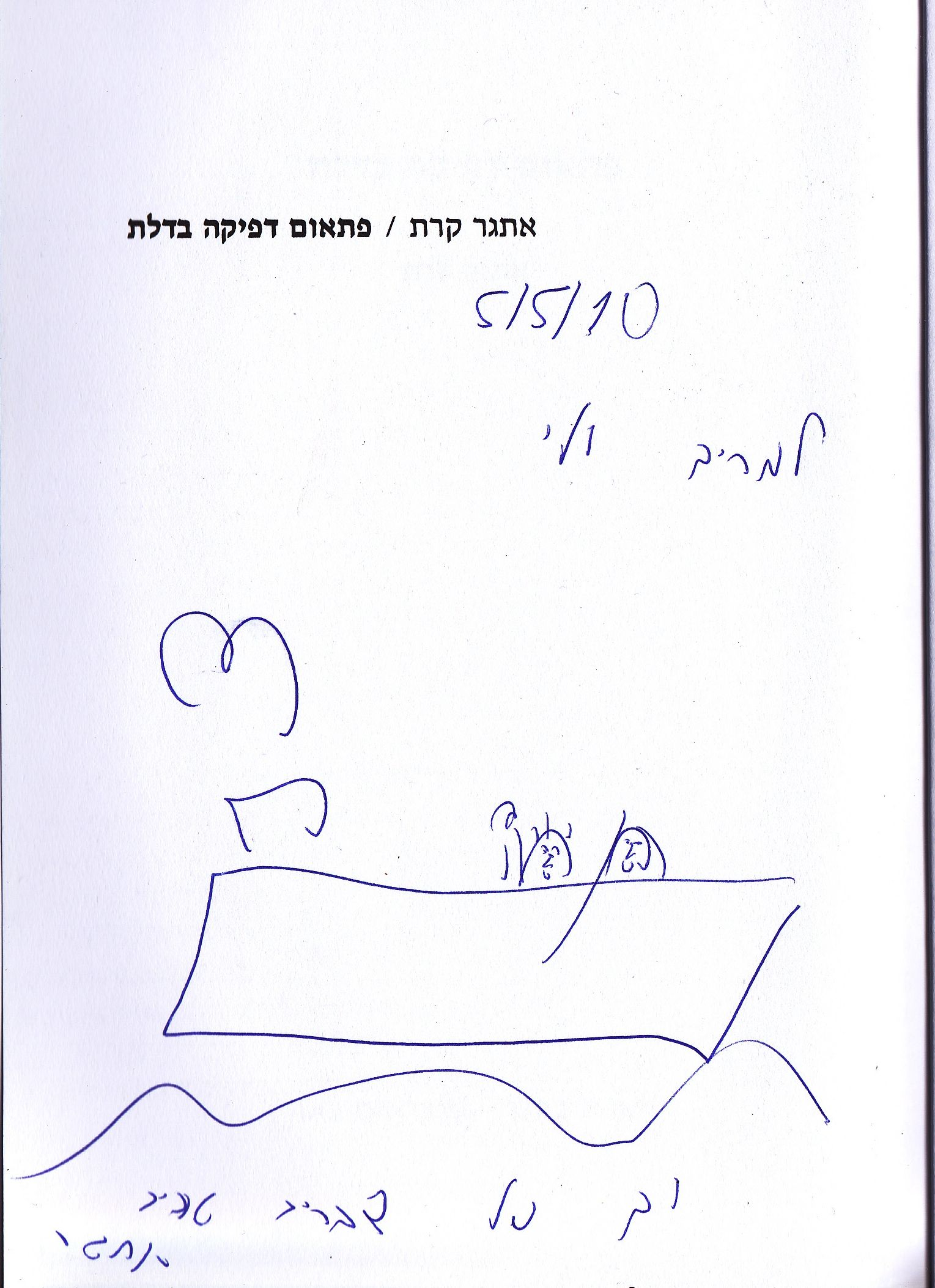
Автограф Керета. Дан на съезде писателей в Иерусалиме, 2010

## Кино, телевидение, театр
В 1993 году Этгар Керет получил первый приз на театральном фестивале в Акко за мюзикл «Операция Энтеббе». Он написал сценарии для нескольких сезонов сатирической телепередачи «Камерный квинтет» и множества короткометражных фильмов. Один из них, «Королева Червей» (Skin Deep, 1996 год) получил приз Израильской киноакадемии и завоевал первое место на Мюнхенском фестивале школ кино. По рассказу Керета снята чёрная романтическая комедия «Самоубийцы: История любви» (2006) завоевавшая 9 наград на разных кинофестивалях. В 2007 году Керет совместно с женой поставил фильм «Медузы», получивший «Золотую Камеру» на Каннском кинофестивале. В 2009 году вышел израильско-австралийский полнометражный мультфильм «9,99$» по сценарию Керета.